# Zauberkegel
Der Zauberkegel, auch die Zauberkegelschnecke (Conus magus, alternativ auch Pioconus magus) ist eine Schnecke aus der Familie der Kegelschnecken (Gattung Conus), die im Pazifik lebt.

## Merkmale

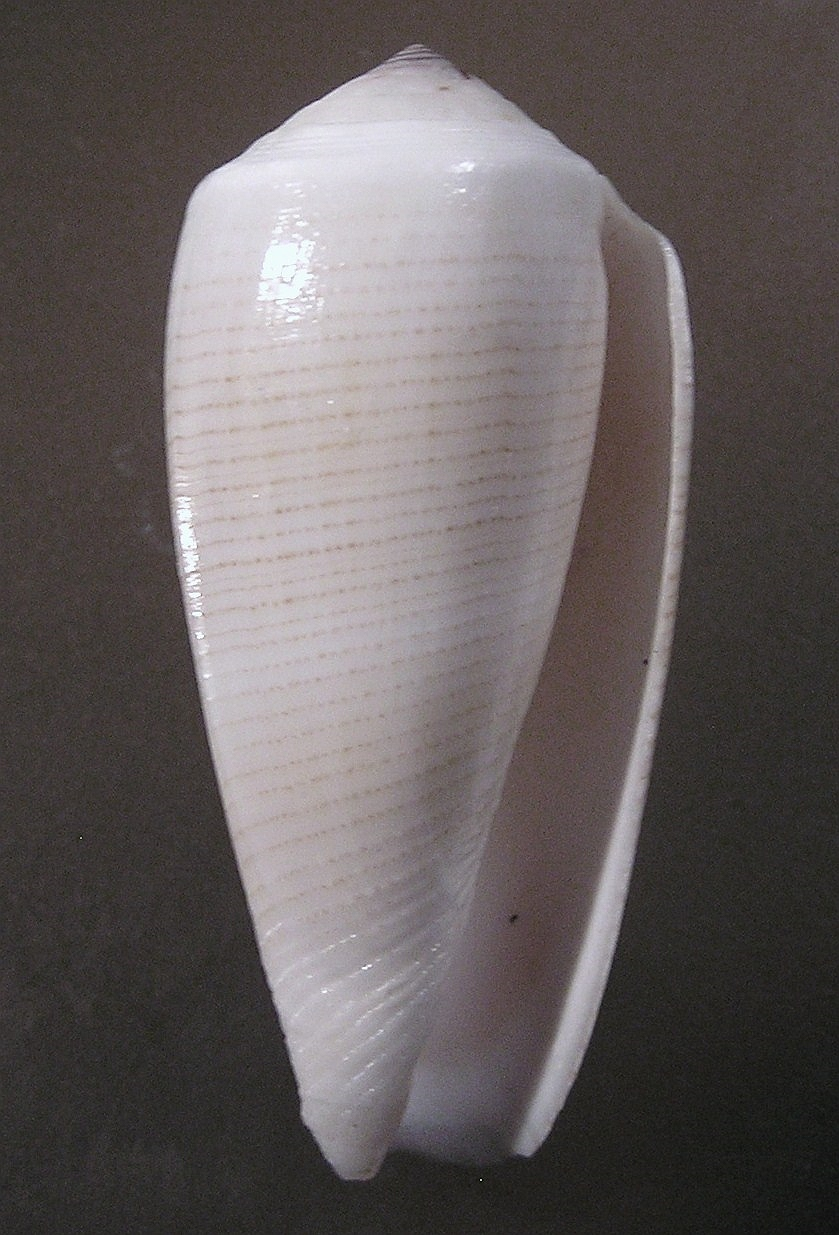
Weißes Gehäuse-Exemplar von Conus magus

Die Zauberkegelschnecke ist außerordentlich formenreich. Der Körperumgang des Schneckenhauses von Conus magus ist schmal kegelförmig und leicht konvex. Bei ausgewachsenen Schnecken erreicht es eine Länge von 3,0 bis 9,4 cm. Die Grundfarbe des Gehäuses ist weiß bis gelb, manchmal rosa oder blau. Die Oberfläche des Körperumganges hat braune oder graue Flecken, kann aber auch einfarbig weiß oder mehrfarbig sein. Sie ist von spiralig verlaufenden Streifen überzogen. Das Gewinde bildet einen flachen Kegel. Das Periostracum ist olivgrün bis braun und kann durchscheinend sein.
Die weiße Oberseite des Fußes ist braun gesprenkelt, ebenso das Rostrum, die Fühler und der Sipho, die Randbereiche des Fußes oft orange bis hellbraun. Die Fußsohle ist oft einfarbig rosa.
Die mit einer Giftdrüse verbundenen, vergleichsweise großen Radula-Zähne haben bei Individuen mit über 1 cm Gehäuselänge einen langen Schaft und an der Spitze zwei kurze, einander gegenüberliegende Widerhaken sowie einen zusätzlichen hinteren Widerhaken mit einer gekrümmten Spitze. Sägung und Sporn an der Basis fehlen. Jungtiere haben vergleichsweise kurze Zähne mit einem kräftigen Schaft ohne Bewaffnung. Die Zähne haben etwa 6 % bis 10 % der Gehäuselänge und werden bei Fidschi am größten.
Sie sind innen gesägt, endend in einem herausragenden Zacken neben der Mitteltaille. An der Basis sitzt ein kräftiger Sporn.

## Verbreitung
Der Zauberkegel tritt im Pazifischen Ozean von Indonesien bis Japan, zu den Marshallinseln, Wallis-Inseln und Fidschi auf.

## Lebensraum
Zauberkegel leben in der Gezeitenzone und unterhalb in Korallenriffen auf Sand, oft unter Felsen.

## Lebenszyklus
Wie alle Kegelschnecken ist Conus magus getrenntgeschlechtlich, und das Männchen begattet das Weibchen mit seinem Penis. Die Eier in den Eikapseln haben einen Durchmesser von etwa 560 µm. Hieraus wird zurückgeschlossen, dass die Entwicklung vollständig im Benthos (Bereich des Meeresbodens) abläuft. Die Veliger-Larven entwickeln sich also bereits in der Eikapsel zu fertigen Schnecken.

## Nahrung
Junge Zauberkegel, nachdem sie die Metamorphose von der Veliger-Larve zur fertigen Schnecke durchgemacht haben, fressen Polychaeten. Ab einer Gehäuselänge von 9 mm besteht die Beute von Conus magus aus Fischen. Die als giftige Harpunen dienenden Radulazähne verändern dabei in Anpassung an die veränderte Beute ihre Gestalt. Die Kegelschnecke jagt vorwiegend nachts.

## Bedeutung für den Menschen
Conus magus ist auf Grund seiner gemusterten Gehäuse ein beliebtes Sammlerobjekt, so dass der Mensch als ein Hauptfeind gelten kann. Der Zauberkegel wird allerdings nicht in der Roten Liste aufgeführt.
Wie andere Kegelschnecken setzt der Zauberkegel seine giftige Harpune nicht nur zum Beutefang, sondern auch zur Verteidigung ein. Sein Giftzahn kann Handschuhe und Taucheranzüge durchdringen. Es gibt kein Antidot, so dass eine Behandlung darauf abzielt, den Betroffenen bis zum Abbau der Giftstoffe am Leben zu halten.
Einige Giftstoffe (Conotoxine) von Kegelschnecken haben eine stark analgetische Wirkung und werden deshalb auf medizinische Anwendbarkeit hin untersucht. Das aus Conus magus gewonnene 25-Aminosäuren-Peptid (ω-Conotoxin-MVIIA, UniProt P05484) ist unter der Bezeichnung Ziconotid als synthetisches Analogon zur Bekämpfung starker chronischer Schmerzen bei Erwachsenen zugelassen.